# Sud Sardegna
Tỉnh Sud Sardegna (tiếng Ý: Provincia del Sud Sardegna) là một tỉnh trên đảo Sardegna của Ý, được thành lập vào ngày 4 tháng 2 năm 2016. Khi hoạt động, tỉnh này bao gồm các tỉnh cũ là Carbonia-Iglesias và Medio Campidano, cùng một phần lớn tỉnh Cagliari (ngoại trừ 17 khu tự quản nay thuộc Thành phố trung tâm Cagliari), và hai khu tự quản khác.
Sud Sardegna được thành lập trong luật cải cách các tỉnh tại Sardegna (Luật khu vực 2/2016). Nó bao gồm một phần lớn vùng địa lý Campidano, Sarrabus-Gerrei, Trexenta và Sulcis-Iglesiente. Tỉnh lị sẽ do hội đồng cấp tỉnh khoá I quyết định, cũng như là quy chế của cơ quan.
Khu tự quản
- Từng thuộc tỉnh Carbonia-Iglesias (toàn bộ 23): Buggerru, Calasetta, Carbonia, Sardegna, Carloforte, Domusnovas, Fluminimaggiore, Giba, Sardegna, Gonnesa, Iglesias, Masainas, Musei, Narcao, Nuxis, Perdaxius, Piscinas, Portoscuso, San Giovanni Suergiu, Sant'Anna Arresi, Sant'Antioco, Santadi, Tratalias, Villamassargia, Villaperuccio
- Từng thuộc tỉnh Medio Campidano (toàn bộ 28): Arbus, Barumini, Collinas, Furtei, Genuri, Gesturi, Gonnosfanadiga, Guspini, Las Plassas, Lunamatrona, Pabillonis, Pauli Arbarei, Samassi, San Gavino Monreale, Sanluri, Sardara, Segariu, Serramanna, Serrenti, Setzu, Siddi, Tuili, Turri, Ussaramanna, Villacidro, Villamar, Villanovaforru, Villanovafranca
- Từng thuộc tỉnh Cagliari (54 trong số 71): Armungia, Ballao, Barrali, Burcei, Castiadas, Decimoputzu, Dolianova, Domus de Maria, Donori, Escalaplano, Escolca, Esterzili, Gergei, Gesico, Goni, Guamaggiore, Guasila, Isili, Mandas, Monastir, Muravera, Nuragus, Nurallao, Nuraminis, Nurri, Orroli, Ortacesus, Pimentel, Sadali, Samatzai, San Basilio, San Nicolò Gerrei, San Sperate, San Vito, Sant'Andrea Frius, Selegas, Senorbì, Serdiana, Serri, Seulo, Siliqua, Silius, Siurgus Donigala, Soleminis, Suelli, Teulada, Ussana, Vallermosa, Villanova Tulo, Villaputzu, Villasalto, Villasimius, Villasor, Villaspeciosa
- Từng thuộc tỉnh Ogliastra: Seui
- Từng thuộc tỉnh Oristano: Genoni